# HK Příbram 99
HK Příbram 99 (celým názvem: Hokejový klub Příbram 99) je český klub ledního hokeje, který sídlí v Příbrami ve Středočeském kraji. Založen byl v roce 1999. V roce 2018 byl do klubu sloučen tým Slavoje Obecnice. Od sezóny 2018/19 působí ve Středočeské krajské soutěži, páté české nejvyšší soutěži ledního hokeje. Klubové barvy jsou černá a žlutá.
Své domácí zápasy odehrává na zimním stadionu Příbram s kapacitou 5 700 diváků.

## Přehled ligové účasti
Stručný přehled
Zdroj:
- 2008–2009: Středočeský meziokresní přebor – sk. B (6. ligová úroveň v České republice)
- 2009–2010: Středočeský meziokresní přebor – sk. A (6. ligová úroveň v České republice)
- 2010–2014: Středočeský meziokresní přebor – sk. B (6. ligová úroveň v České republice)
- 2014–2018: Středočeský meziokresní přebor (6. ligová úroveň v České republice)
- 2018– : Středočeská krajská soutěž – sk. Jih (5. ligová úroveň v České republice)

Jednotlivé ročníky
Zdroj:
Legenda: ZČ - základní část, červené podbarvení - sestup, zelené podbarvení - postup, fialové podbarvení - reorganizace, změna skupiny či soutěže
| Česko (2008 – ) |                                        |           |          |                                       |               |
| Sezóny          | Soutěž                                 | Úroveň    | ZČ       | Play-off, nadstavba, sk. o udržení... | Poznámky      |
| 2008/09         | Středočeský meziokresní přebor – sk. B | 6. úroveň | 2. místo | Finálová skupina (3. místo)           | Změna skupiny |
| 2009/10         | Středočeský meziokresní přebor – sk. A | 6. úroveň | 5. místo |                                       | Změna skupiny |
| 2010/11         | Středočeský meziokresní přebor – sk. B | 6. úroveň | 2. místo | Čtvrtfinále                           |               |
| 2011/12         | Středočeský meziokresní přebor – sk. B | 6. úroveň | 5. místo | Skupina o umístění (10. místo)        |               |
| 2012/13         | Středočeský meziokresní přebor – sk. B | 6. úroveň | 4. místo | Čtvrtfinále                           |               |
| 2013/14         | Středočeský meziokresní přebor – sk. B | 6. úroveň | 5. místo |                                       | Reorganizace  |
| 2014/15         | Středočeský meziokresní přebor         | 6. úroveň | 4. místo |                                       |               |
| 2015/16         | Středočeský meziokresní přebor         | 6. úroveň | 5. místo |                                       |               |
| 2016/17         | Středočeský meziokresní přebor         | 6. úroveň | 4. místo |                                       |               |
| 2017/18         | Středočeský meziokresní přebor         | 6. úroveň | 3. místo |                                       | Reorganizace  |
| 2018/19         | Středočeská krajská soutěž – sk. Jih   | 5. úroveň | 3. místo | Čtvrtfinále                           |               |
| 2019/20         | Středočeská krajská soutěž – sk. Jih   | 5. úroveň | 8. místo | Čtvrtfinále                           |               |
| 2020/21         | Středočeská krajská soutěž – sk. Jih   | 5. úroveň |          | sezona nebyla odehraná                |               |
| 2021/22         | Středočeská krajská soutěž – sk. Jih   | 5. úroveň | 2. místo | Čtvrtfinále                           |               |